# Бурраса
Бурраса (кат. Borrassà) - муніципалітет, розташований в Автономній області Каталонія, в Іспанії. Знаходиться у районі (кумарці) Ал Ампурда провінції Жирона, згідно з новою адміністративною реформою перебуватиме у складі баґарії Жирона.

## Населення
Населення міста (у 2007 р.) становить 613 осіб (з них менше 14 років - 9,5%, від 15 до 64 - 70%, понад 65 років - 20,6%). У 2006 р. народжуваність склала 7 осіб, смертність - 11 осіб, зареєстровано 3 шлюби. У 2001 р. активне населення становило 264 особи, з них безробітних - 10 осіб.

Серед осіб, які проживали на території міста у 2001 р., 477 народилися в Каталонії (з них 395 осіб у тому самому районі, або кумарці), 45 осіб приїхало з інших областей Іспанії, а 25 осіб приїхало з-за кордону. 

Університетську освіту має 10% усього населення. 

У 2001 р. нараховувалося 178 домогосподарств (з них 16,9% складалися з однієї особи, 26,4% з двох осіб,18% з 3 осіб, 20,2% з 4 осіб, 11,8% з 5 осіб, 4,5% з 6 осіб, 1,1% з 7 осіб, 1,1% з 8 осіб і 0% з 9 і більше осіб).

Активне населення міста у 2001 р. працювало у таких сферах діяльності : у сільському господарстві - 11,4%, у промисловості - 17,3%, на будівництві - 13,8% і у сфері обслуговування -57,5%. 

 У муніципалітеті або у власному районі (кумарці) працює 119 осіб, поза районом - 188 осіб.

### Безробіття
У 2007 р. нараховувалося 9 безробітних (у 2006 р. - 7 безробітних), з них чоловіки становили 22,2%, а жінки - 77,8%.

## Економіка

### Підприємства міста

#### Промислові підприємства
| \| Промислові підприємства міста, за сферою діяльності \| Промислові підприємства міста, за сферою діяльності \| Промислові підприємства міста, за сферою діяльності \| \| Рік \| 2002 р. \| 2001 р. \| \| --------------------------------------------------- \| --------------------------------------------------- \| --------------------------------------------------- \| \| Енергетичні та водні ресурси \| 0% \| 0% \| \| Хімія та метали \| 0% \| 0% \| \| Переробка металів \| 16,7% \| 16,7% \| \| Продукти харчування \| 33,3% \| 33,3% \| \| Текстиль \| 16,7% \| 16,7% \| \| Виробництво меблів, видання \| 33,3% \| 33,3% \| \| Інше \| 0% \| 0% \| \| Усього підприємств \| 6 \| 6 \| |         |         |
| Промислові підприємства міста, за сферою діяльності |         |         |
| Рік | 2002 р. | 2001 р. |
| Енергетичні та водні ресурси | 0%      | 0%      |
| Хімія та метали | 0%      | 0%      |
| Переробка металів | 16,7%   | 16,7%   |
| Продукти харчування | 33,3%   | 33,3%   |
| Текстиль | 16,7%   | 16,7%   |
| Виробництво меблів, видання | 33,3%   | 33,3%   |
| Інше | 0%      | 0%      |
| Усього підприємств | 6       | 6       |

#### Роздрібна торгівля
| \| Підприємства роздрібної торгівлі міста, за сферою діяльності \| Підприємства роздрібної торгівлі міста, за сферою діяльності \| Підприємства роздрібної торгівлі міста, за сферою діяльності \| \| Рік \| 2002 р. \| 2001 р. \| \| ------------------------------------------------------------ \| ------------------------------------------------------------ \| ------------------------------------------------------------ \| \| Продукти харчування \| 44,4% \| 55,6% \| \| Одяг та взуття \| 0% \| 0% \| \| Товари для дому \| 0% \| 0% \| \| Книги та періодичні видання \| 0% \| 0% \| \| Промислова хімічна продукція \| 33,3% \| 33,3% \| \| Продукція, пов'язана з транспортними засобами \| 11,1% \| 11,1% \| \| Інше \| 11,1% \| 0% \| \| Усього підприємств \| 9 \| 9 \| |         |         |
| Підприємства роздрібної торгівлі міста, за сферою діяльності |         |         |
| Рік | 2002 р. | 2001 р. |
| Продукти харчування | 44,4%   | 55,6%   |
| Одяг та взуття | 0%      | 0%      |
| Товари для дому | 0%      | 0%      |
| Книги та періодичні видання | 0%      | 0%      |
| Промислова хімічна продукція | 33,3%   | 33,3%   |
| Продукція, пов'язана з транспортними засобами | 11,1%   | 11,1%   |
| Інше | 11,1%   | 0%      |
| Усього підприємств | 9       | 9       |

#### Сфера послуг
| \| Підприємства міста, що працюють у сфері послуг, за діяльністю \| Підприємства міста, що працюють у сфері послуг, за діяльністю \| Підприємства міста, що працюють у сфері послуг, за діяльністю \| \| Рік \| 2002 р. \| 2001 р. \| \| ------------------------------------------------------------- \| ------------------------------------------------------------- \| ------------------------------------------------------------- \| \| Гуртова торгівля \| 8,7% \| 11,5% \| \| Готелі та готельний бізнес \| 21,7% \| 26,9% \| \| Транспорт та зв'язок \| 26,1% \| 26,9% \| \| Посередницькі фінансові послуги \| 4,3% \| 3,8% \| \| Послуги підприємствам \| 8,7% \| 7,7% \| \| Послуги фізичним особам \| 21,7% \| 19,2% \| \| Нерухомість та ін. \| 8,7% \| 3,8% \| \| Усього підприємств \| 23 \| 26 \| |         |         |
| Підприємства міста, що працюють у сфері послуг, за діяльністю |         |         |
| Рік | 2002 р. | 2001 р. |
| Гуртова торгівля | 8,7%    | 11,5%   |
| Готелі та готельний бізнес | 21,7%   | 26,9%   |
| Транспорт та зв'язок | 26,1%   | 26,9%   |
| Посередницькі фінансові послуги | 4,3%    | 3,8%    |
| Послуги підприємствам | 8,7%    | 7,7%    |
| Послуги фізичним особам | 21,7%   | 19,2%   |
| Нерухомість та ін. | 8,7%    | 3,8%    |
| Усього підприємств | 23      | 26      |

## Житловий фонд
У 2001 р. 1,1% усіх родин (домогосподарств) мали житло метражем до 59 м², 6,7% - від 60 до 89 м², 41,6% - від 90 до 119 м² і
50,6% - понад 120 м².

З усіх будівель у 2001 р. 6,9% було одноповерховими, 62,3% - двоповерховими, 30,9
% - триповерховими, 0% - чотириповерховими, 0% - п'ятиповерховими, 0% - шестиповерховими,
0% - семиповерховими, 0% - з вісьмома та більше поверхами.

## Автопарк
| \| Автомобілі, зареєстровані у місті, за призначенням \| Автомобілі, зареєстровані у місті, за призначенням \| Автомобілі, зареєстровані у місті, за призначенням \| \| Рік \| 2006 р. \| 2005 р. \| \| -------------------------------------------------- \| -------------------------------------------------- \| -------------------------------------------------- \| \| Приватні автомобілі \| 59,2% \| 60% \| \| Мотоцикли \| 14,7% \| 13,9% \| \| Вантажівки \| 20,9% \| 20,9% \| \| Трактори \| 1,2% \| 1,6% \| \| Автобуси та ін. \| 3,9% \| 3,7% \| \| Усього автомобілів \| 659 шт. \| 627 шт. \| |         |         |
| Автомобілі, зареєстровані у місті, за призначенням |         |         |
| Рік | 2006 р. | 2005 р. |
| Приватні автомобілі | 59,2%   | 60%     |
| Мотоцикли | 14,7%   | 13,9%   |
| Вантажівки | 20,9%   | 20,9%   |
| Трактори | 1,2%    | 1,6%    |
| Автобуси та ін. | 3,9%    | 3,7%    |
| Усього автомобілів | 659 шт. | 627 шт. |

## Вживання каталанської мови
У 2001 р. каталанську мову у місті розуміли 98,7% усього населення (у 1996 р. - 99,4%), вміли говорити нею 94% (у 1996 р. - 
95%), вміли читати 92,5% (у 1996 р. - 93,4%), вміли писати 70,8
% (у 1996 р. - 27,8%). Не розуміли каталанської мови 1,3%.

## Політичні уподобання
У виборах до Парламенту Каталонії у 2006 р. взяло участь 358 осіб (у 2003 р. - 347 осіб). Голоси за політичні сили розподілилися таким чином:
| \| Вибори до Парламенту Каталонії \| Вибори до Парламенту Каталонії \| Вибори до Парламенту Каталонії \| \| Рік \| 2006 р. \| 2003 р. \| \| -------------------------------------- \| ------------------------------ \| ------------------------------ \| \| Конвергенція та Єднання (CiU) \| 57,5% \| 61,1% \| \| Соціалістична партія Каталонії (PSC) \| 12% \| 10,1% \| \| Народна партія (PP) \| 3,4% \| 2,6% \| \| Ініціатива за зелену Каталонію (IC) \| 4,7% \| 0% \| \| Республіканська лівиця Каталонії (ERC) \| 20,4% \| 25,1% \| \| Громадянська партія (C's) \| 0,8% \| 0% \| \| Інші \| 1,1% \| 1,2% \| |         |         |
| Вибори до Парламенту Каталонії |         |         |
| Рік | 2006 р. | 2003 р. |
| Конвергенція та Єднання (CiU) | 57,5%   | 61,1%   |
| Соціалістична партія Каталонії (PSC) | 12%     | 10,1%   |
| Народна партія (PP) | 3,4%    | 2,6%    |
| Ініціатива за зелену Каталонію (IC) | 4,7%    | 0%      |
| Республіканська лівиця Каталонії (ERC) | 20,4%   | 25,1%   |
| Громадянська партія (C's) | 0,8%    | 0%      |
| Інші | 1,1%    | 1,2%    |

У муніципальних виборах у 2007 р. взяло участь 428 осіб (у 2003 р. - 409 осіб). Голоси за політичні сили розподілилися таким чином:
| \| Муніципальні вибори \| Муніципальні вибори \| Муніципальні вибори \| \| Рік \| 2007 р. \| 2003 р. \| \| -------------------------------------- \| ------------------- \| ------------------- \| \| Конвергенція та Єднання (CiU) \| 69,4% \| 53,3% \| \| Соціалістична партія Каталонії (PSC) \| 7,9% \| 17,1% \| \| Народна партія (PP) \| 0% \| 0% \| \| Ініціатива за зелену Каталонію (IC) \| 0% \| 0% \| \| Республіканська лівиця Каталонії (ERC) \| 22,7% \| 0% \| \| Громадянська партія (C's) \| 0% \| 0% \| \| Інші \| 0% \| 29,6% \| |         |         |
| Муніципальні вибори |         |         |
| Рік | 2007 р. | 2003 р. |
| Конвергенція та Єднання (CiU) | 69,4%   | 53,3%   |
| Соціалістична партія Каталонії (PSC) | 7,9%    | 17,1%   |
| Народна партія (PP) | 0%      | 0%      |
| Ініціатива за зелену Каталонію (IC) | 0%      | 0%      |
| Республіканська лівиця Каталонії (ERC) | 22,7%   | 0%      |
| Громадянська партія (C's) | 0%      | 0%      |
| Інші | 0%      | 29,6%   |